# Kellen Jones
Kellen Jones, född 16 augusti 1990 i Montrose i British Columbia, är en kanadensisk professionell ishockeyspelare som spelar för Västerviks IK i Hockeyallsvenskan.